# Bolek i Lolek (serial animowany)
Bolek i Lolek – polski serial animowany dla dzieci produkowany w latach 1963–1964 przez studio filmowe w Bielsku-Białej. Jest to pierwszy serial o przygodach Bolka i Lolka. W każdym odcinku chłopcy odgrywają sceny zainspirowane lekturą lub obejrzanym filmem, chcąc wcielić się w rolę bohatera poznanego utworu. W niektórych epizodach towarzyszy im biały, niewielki pies.

## Odcinki
1. Kusza, reż. Władysław Nehrebecki
2. Yeti, reż. Leszek Lorek
3. Dzielni kowboje, reż. Stanisław Dülz
4. Skrzyżowane szpady, reż. Wacław Wajser
5. Pogromca zwierząt, reż. Edward Wątor
6. Corrida, reż. Lechosław Marszałek
7. Indiańskie trofeum, reż. Alfred Ledwig
8. Kosmonauci, reż. Leszek Lorek
9. Król puszczy, reż. Alfred Ledwig
10. Robinson, reż. Stanisław Dülz
11. Poławiacze skarbów, reż. Lechosław Marszałek
12. Sportowcy, reż. Wacław Wajser
13. Dwaj rycerze, reż. Władysław Nehrebecki

## Nagrody i wyróżnienia
Każdą z wymienionych nagrodzono tylko jeden odcinek serialu – Kusza. Poniżej lista nagród i wyróżnień:
- 1964 – „Corrida” Brązowy Lew na Międzynarodowym Festiwalu Filmów Krótkometrażowych w  Wenecji.
- 1964 – „Kusza” nagroda publiczności na Ogólnopolskim Przeglądzie Filmów Krótkometrażowych o tematyce dziecięcej pod egida poznańskiego "Filmosu"
- 1965 – „Kusza” I nagroda na Międzynarodowym Festiwalu Filmów dla Dzieci i Młodzieży w Gottwaldovie.
- 1965 – „Kusza” Wyróżnienie jury młodzieżowego na Międzynarodowym Festiwalu Filmów dla Dzieci i Młodzieży w Gijón.